# Procuraduría General para Inglaterra y Gales

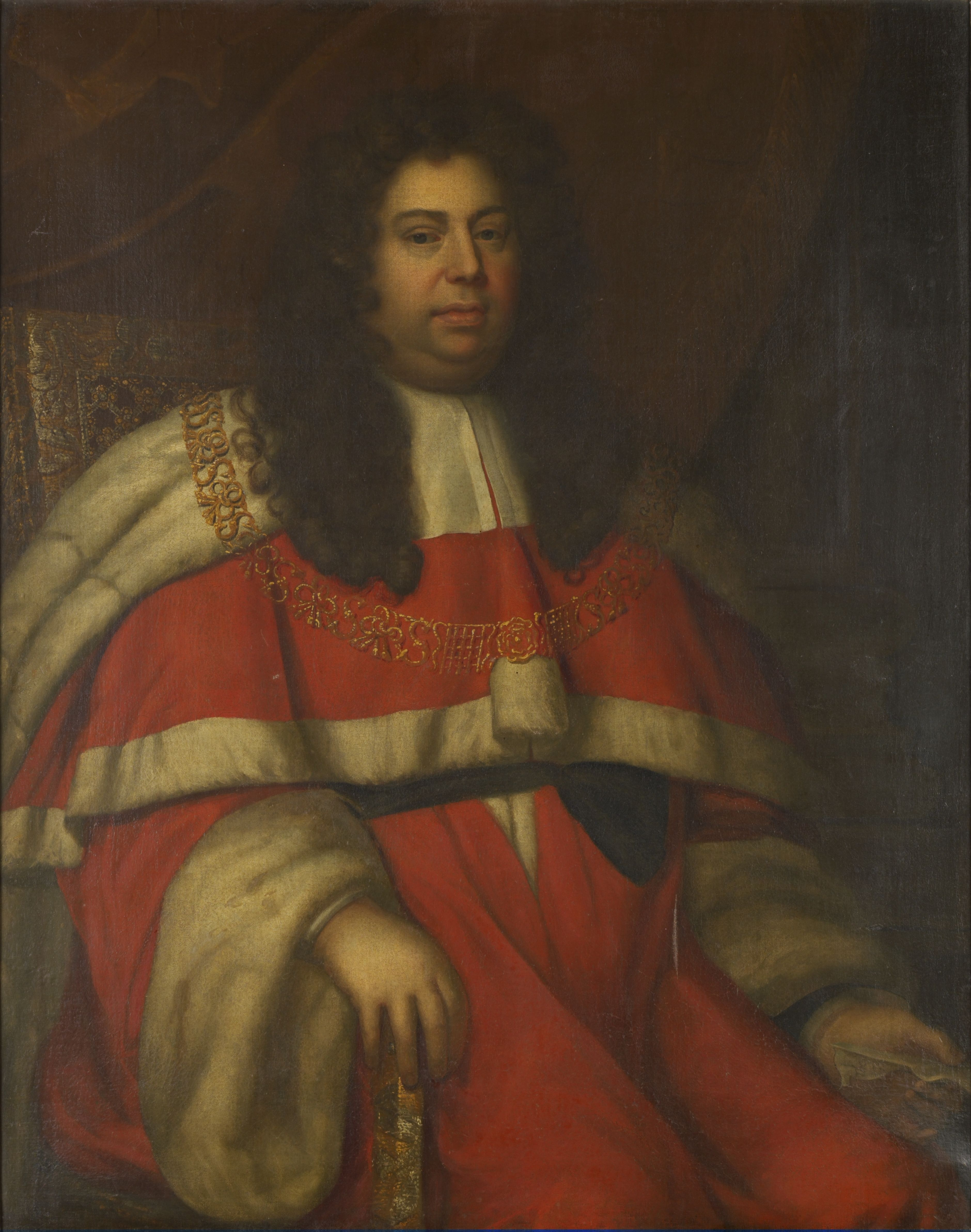
Retrato de Thomas Trevor, 1st Baron Trevor, Attorney General (1695-1701)

El Procurador o Fiscal general de Su Majestad para Inglaterra y País de Gales (Attorney General for England and Wales), más conocido como Fiscal general (Attorney General) es uno de los oficiales de Justicia de la Corona británica. Con el abogado general para Inglaterra y Gales (Solicitor General for England and Wales), es responsable de la Oficina del Procurador General (Attorney General Office), sirviendo así de consejero jurídico jefe de la Corona y del gobierno de Inglaterra y País de Gales.

## Historia
El puesto de procurador general existe desde al menos 1243, según los archivos nacionales, que conservan muestras de la existencia de un abogado profesional comprometido con los intereses del rey ante la Corte. Tomó por primera vez un rol político en 1461, cuando el titular de la Oficina (Office) fue citado a comparecer ante la Cámara de los Lores para aconsejar al ejecutivo en materia de derecho.
Desde 1673, el Attorney General aconseja y representa a la Corona en materia jurídica. A principios del siglo XX, se ha podido ver uno cierto abandono de los juicios para especializarse en la asesoría legal. Hoy, los procesamientos están gestionadas por el Servicio de Fiscalía de la Corona (Crown Prosecution Service) y las demás autoridades, mientras que la asesoría legal gubernamental es proporcionada por el Servicio Legal del Gobierno, ambos supervisados por la Oficina del Fiscal General.

## Funciones
El Fiscal general es un ministro sin silla en elGabinete del Reino Unido que dirige el Despacho del Fiscal General (Attorney General Office). Como ministro del gobierno, es directamente responsable ante el Parlamento.
Es el consejero jurídico en jefe de la Corona y del Gobierno, y su protagonismo reside en aconsejar al ejecutivo de toda la repercusión jurídica de sus acciones. Aconseja al ejecutivo en su conjunto, pero también a los departamentos independientemente. Aunque su rol ya no sea responsable de los litigios, el fiscal general representa todavía a la Corona o al ejecutivo en ciertos casos particulares, principalmente los asuntos de entidad. Por convención, representa también al ejecutivo ante la Corte Internacional de Justicia.
El fiscal general dirige el Servicio de Persecuciones judiciales de la Corona y nombra al director de las persecuciones públicas (Director of Public Prosecutions), así como al director del Departamento del Notariado de Hacienda (Treasury Solicitor's Department), al director de la Oficina Antifraude (Serious Fraud Oficce) y al director de la Oficina de la Fiscalía Aduanera (Revenue and Customs Prosecution Office).

## Lista deAttorney General

### XIII
- William de Boneville (1277–1278)
- William de Giselham (1278–1279)
- Gilbert de Thornton (1279–1280)
- Alanus de Walkingham (1280–1281)
- John el Fawconer (1281–1284)
- William de Selby (1284–1286)
- Gilbert de Thornton (1286–1286)
- William Inge (1286–1289)
- John de Bosco (1289–1290)

### XIV
- William de Merston (26 de febrero de 1327–1329)
- Richard de Aldeburgh (1329–1334)
- Simon de Trewythosa (c. 1334)
- William de Hepton (1334–1338)
- John de Lincoln (28 de mayo de 1338 – 4 de agosto de 1338)
- John de Clone (4 de agosto de 1338–1338)
- William de Merington (1338–1339)
- John de Clone (1339–1342)
- William de Thorpe (1342–1343)
- John de Lincoln (1343–1343)
- John de Clone (1343–1349)
- Simon de Kegworth (1349–1353)
- Henry de Greystok (1353–1356)
- John of Gaunt (1356 – 4 de mayo de 1360)
- Richard de Fryseby (4 de mayo de 1360–1362)
- William de Pleste (1362–1363)
- William de Nessefield (1363 – 9 de noviembre de 1366)
- Thomas de Shardelow (9 de noviembre de 1366 – 20 de mayo de 1367)
- John de Ashwell (20 de mayo de 1367–1367)
- Michael Skilling (1367–1378)
- Thomas de Shardelow (1378–1381)
- William Ellis (1381–1381)
- Laurence Dru (1381–1384)
- William de Horneby (1384–1386)
- Edmund Brudnell (1386–1398)
- Thomas Coveley (1398 – 30 de septiembre de 1399)
- William de Lodington (30 de septiembre de 1399–1401)

### XV
- Thomas Coveley (1401 – 13 de julio de 1407)
- Thomas Dereham (13 de julio de 1407 – 17 de agosto de 1407)
- Roger Hunt (17 de agosto de 1407–1410)
- Thomas Tickhill (1410 – 16 de enero de 1414)
- William Babington (16 de enero de 1414–1420)
- William Babthorpe (1420 – 28 de octubre de 1429)
- John Vampage (28 de octubre de 1429 – 30 de junio de 1452)
- William de Nottingham (30 de junio de 1452 – 12 de agosto de 1461)
- John Herbert (12 de agosto de 1461–1461)
- Henry Sothill (1461 – 16 de junio de 1471)
- William Hussey (16 de junio de 1471 – 7 de mayo de 1481)
- William Huddersfield (7 de mayo de 1481 – 28 de mayo de 1483)
- Morgan Kidwelly (28 de mayo de 1483 – 20 de septiembre de 1485)
- William Hody (20 de septiembre de 1485 – 3 de noviembre de 1486)
- James Hobart (3 de noviembre de 1486 – de abril de 1509)

### XVI
- John Ernley (abril 1509 – 26 de enero de 1518)
- John Fitz-James (26 de enero de 1518 – de febrero de 1522)
- John Roper (febrero 1522 – 1.º abril 1524)
- Ralph Swillington (1.º abril 1524 – de agosto de 1525)
- Richard Lyster (agosto 1525 – 3 de junio de 1529)
- Christopher Hales (3 de junio de 1529 – 10 de julio de 1535)
- Sir John Baker (10 de julio de 1535 – 8 de noviembre de 1540)
- Sir William Whorwood (8 de noviembre de 1540 – 8 de junio de 1545)
- Henry Bradshaw (8 de junio de 1545 – 21 de mayo de 1552)
- Edward Griffin (21 de mayo de 1552 – 22 de enero de 1559)
- Sir Gilbert Gerard (22 de enero de 1559 – 1.º junio 1581)
- Sir John Popham (1.º junio 1581 – 2 de junio de 1592)
- Sir Thomas Egerton (2 de junio de 1592 – 10 de abril de 1594)
- Sir Edward Coke (10 de abril de 1594 – 4 de julio de 1606)

### XVII
- Sir Henry Hobart (4 de julio de 1606 – 27 de octubre de 1613)
- Sir Francis Bacon (27 de octubre de 1613 – 12 de marzo de 1617)
- Sir Henry Yelverton (12 de marzo de 1617 – 11 de enero de 1621)
- Sir Thomas Coventry (11 de enero de 1621 – 31 de octubre de 1625)
- Sir Robert Heath (31 de octubre de 1625 – 27 de octubre de 1631)
- William Noy (27 de octubre de 1631 – 27 de septiembre de 1634)
- Sir John Banks (27 de septiembre de 1634 – 29 de enero de 1641)
- Sir Edward Herbert (29 de enero de 1641 – 3 de noviembre de 1645)
- Thomas Gardiner (3 de noviembre de 1645–1649)
- Oliver St John (mayo 1644 – 10 de enero de 1649)
- William Steele (10 de enero de 1649 – 9 de abril de 1649)
- Edmund Prideaux (9 de abril de 1649–1659)
- Robert Reynolds (1659 – 31 de mayo de 1660)
- Sir Edward Herbert (1649–1653)
- Sir Geoffrey Palmer, Bt (31 de mayo de 1660 – 10 de mayo de 1670)
- Sir Heneage Finch (10 de mayo de 1670 – 12 de noviembre de 1673)
- Sir Francis North (12 de noviembre de 1673 – 25 de enero de 1675)
- Sir William Jones (25 de enero de 1675 – 27 de octubre de 1679)
- Sir Creswell Levinge (27 de octubre de 1679 – 24 de febrero de 1681)
- Sir Robert Sawyer (24 de febrero de 1681 – 13 de diciembre de 1687)
- Sir Thomas Powis (13 de diciembre de 1687 – de diciembre de 1688)
- Sir Henry Pollexfen (marzo 1689 – 4 de mayo de 1689)
- Sir George Treby (4 de mayo de 1689 – 3 de mayo de 1692)
- Sir John Somers (3 de mayo de 1692 – 30 de marzo de 1693)
- Sir Edward Ward (30 de marzo de 1693 – 8 de junio de 1695)
- Sir Thomas Trevor (8 de junio de 1695 – 28 de junio de 1701)

### XVIII
- Sir Edward Northey (28 de junio de 1701 – 26 de abril de 1707)
- Sir Simon Harcourt (26 de abril de 1707 – 22 de octubre de 1708)
- Sir James Montagu (22 de octubre de 1708 – 19 de septiembre de 1710)
- Sir Simon Harcourt (19 de septiembre de 1710 – 19 de octubre de 1710)
- Sir Edward Northey (19 de octubre de 1710 – 18 de marzo de 1718)
- Sir Nicholas Lechmere (18 de marzo de 1718 – 7 de mayo de 1720)
- Sir Robert Raymond (7 de mayo de 1720 – 1.º febrero 1724)
- Sir Philip Yorke (1.º febrero 1724 – de enero de 1734)
- Sir John Willes (enero 1734 – 28 de enero de 1737)
- Sir Dudley Ryder (28 de enero de 1737 – de mayo de 1754)
- William Murray (mayo 1754 – 3 de noviembre de 1756)
- Sir Robert Henley (3 de noviembre de 1756 – 1.º julio 1757)
- Sir Charles Pratt (1.º julio 1757 – 25 de enero de 1762)
- Charles Yorke (25 de enero de 1762 – 16 de diciembre de 1763)
- Sir Fletcher Norton (16 de diciembre de 1763 – 17 de septiembre de 1765)
- Charles Yorke (17 de septiembre de 1765 – 6 de agosto de 1766)
- William de Grey (6 de agosto de 1766 – 26 de enero de 1771)
- Edward Thurlow (26 de enero de 1771 – 11 de junio de 1778)
- Alexander Wedderburn (11 de junio de 1778 – 21 de julio de 1780)
- James Wallace (21 de julio de 1780 – 18 de abril de 1782)
- Lloyd Kenyon (18 de abril de 1782 – 2 de mayo de 1783)
- James Wallace (2 de mayo de 1783 – de noviembre de 1783) (muerte en funciones)
- John Lee (22 de noviembre de 1783 – 19 de diciembre de 1783)
- Lloyd Kenyon (26 de diciembre de 1783 – 31 de marzo de 1784)
- Richard Pepper Arden (31 de marzo de 1784 – 28 de junio de 1788)
- Sir Archibald Macdonald (28 de junio de 1788 – 14 de febrero de 1793)
- Sir John Scott (14 de febrero de 1793 – 18 de julio de 1799)
- Sir John Mitford (18 de julio de 1799 – 14 de febrero de 1801)

### XIX
- Sir Edward Law (14 de febrero de 1801 – 15 de abril de 1802)
- Spencer Perceval (15 de abril de 1802 – 12 de febrero de 1806)
- Sir Arthur Piggott (12 de febrero de 1806 – 1.º abril 1807)
- Sir Vicary Gibbs (1.º abril 1807 – 26 de junio de 1812)
- Sir Thomas Plumer (26 de junio de 1812 – 4 de mayo de 1813)
- Sir William Garrow (4 de mayo de 1813 – 7 de mayo de 1817)
- Sir Samuel Shepherd (7 de mayo de 1817 – 24 de julio de 1819)
- Sir Robert Gifford (24 de julio de 1819 – 9 de enero de 1824)
- Sir John Copley (9 de enero de 1824 – 20 de septiembre de 1826)
- Sir Charles Wetherell (20 de septiembre de 1826 – 27 de abril de 1827)
- Sir James Scarlett (27 de abril de 1827 – 19 de febrero de 1828)
- Sir Charles Wetherell (19 de febrero de 1828 – 29 de junio de 1829)
- Sir James Scarlett (29 de junio de 1829 – 19 de noviembre de 1830)
- Sir Thomas Denman (24 de noviembre de 1830 – 26 de noviembre de 1832)
- Sir William Horne (26 de noviembre de 1832 – 1.º marzo 1834)
- Sir John Campbell (1.º marzo 1834 – 14 de noviembre de 1834)
- Sir Frederick Pollock (17 de diciembre de 1834 – 8 de abril de 1835)
- Sir John Campbell (30 de abril de 1835 – 3 de julio de 1841)
- Sir Thomas Wilde (3 de julio de 1841 – 30 de agosto de 1841)
- Sir Frederick Pollock (6 de septiembre de 1841 – 15 de abril de 1844)
- Sir William Webb Follett (15 de abril de 1844 – 29 de junio de 1845)
- Sir Frederic Thesiger (29 de junio de 1845 – 27 de junio de 1846)
- Sir Thomas Wilde (7 de julio de 1846 – 17 de julio de 1846)
- Sir John Jervis (17 de julio de 1846 – 11 de julio de 1850)
- Sir John Romilly (11 de julio de 1850 – 28 de marzo de 1851)
- Sir Alexander Cockburn (28 de marzo de 1851 – 21 de febrero de 1852)
- Sir Frederic Thesiger (27 de febrero de 1852 – 17 de diciembre de 1852)
- Sir Alexander Cockburn (28 de diciembre de 1852 – 15 de noviembre de 1856)
- Sir Richard Bethell (15 de noviembre de 1856 – 21 de febrero de 1858)
- Sir Fitzroy Kelly (21 de febrero de 1858 – 11 de junio de 1859)
- Sir Richard Bethell (18 de junio de 1859 – 4 de julio de 1861)
- Sir William Atherton (4 de julio de 1861 – 2 de octubre de 1863)
- Sir Roundell Palmer (2 de octubre de 1863 – 26 de junio de 1866)
- Sir Hugh Cairns (10 de julio de 1866 – 29 de octubre de 1866)
- Sir John Rolt (29 de octubre de 1866 – 18 de julio de 1867)
- Sir John Burgess Karslake (18 de julio de 1867 – 1.º diciembre 1868)
- Sir Robert Collar (12 de diciembre de 1868 – 10 de noviembre de 1871)
- Sir John Duke Coleridge (10 de noviembre de 1871 – 20 de noviembre de 1873)
- Sir Henry James (20 de noviembre de 1873 – 17 de febrero de 1874)
- Sir John Burgess Karslake (27 de febrero de 1874 – 20 de abril de 1874)
- Sir Richard Baggallay (20 de abril de 1874 – 25 de noviembre de 1875)
- Sir John Holker (25 de noviembre de 1875 – 21 de abril de 1880)
- Sir Henry James (3 de mayo de 1880 – 9 de junio de 1885)
- Sir Richard Everard Webster (27 de junio de 1885 – 28 de enero de 1886)
- Sir Charles Arthur Russell (9 de febrero de 1886 – 20 de julio de 1886)
- Sir Richard Everard Webster (5 de agosto de 1886 – 11 de agosto de 1892)
- Sir Charles Arthur Russell (20 de agosto de 1892 – 3 de mayo de 1894)
- Sir John Rigby (3 de mayo de 1894 – 24 de octubre de 1894)
- Sir Robert Reid (24 de octubre de 1894 – 21 de junio de 1895)
- Sir Richard Everard Webster (8 de julio de 1895 – 7 de mayo de 1900)

### XX
- Sir Robert Finlay (7 de mayo de 1900 – 4 de diciembre de 1905)
- Sir John Lawson Walton (12 de diciembre de 1905 – 28 de enero de 1908)
- Sir William Robson (28 de enero de 1908 – 7 de octubre de 1910)
- Sir Rufus Isaacs (7 de octubre de 1910 – 19 de octubre de 1913)
- Sir John Simon (19 de octubre de 1913 – 25 de mayo de 1915)
- Sir Edward Carson (25 de mayo de 1915 – 19 de octubre de 1915) (dimisión)
- Sir F. E. Smith (3 de noviembre de 1915 – 10 de enero de 1919)
- Sir Gordon Hewart (10 de enero de 1919 – 6 de marzo de 1922)
- Sir Ernest Pollock (6 de marzo de 1922 – 19 de octubre de 1922)
- Sir Douglas Hogg (24 de octubre de 1922 – 22 de enero de 1924)
- Sir Patrick Hastings (23 de enero de 1924 – 3 de noviembre de 1924)
- Sir Douglas Hogg (6 de noviembre de 1924 – 28 de marzo de 1928)
- Sir Thomas Inskip (28 de marzo de 1928 – 4 de junio de 1929)
- Sir William Jowitt (7 de junio de 1929 – 26 de enero de 1932)
- Sir Thomas Inskip (26 de enero de 1932 – 18 de marzo de 1936)
- Sir Donald Somervell (18 de marzo de 1936 – 25 de mayo de 1945)
- Sir David Maxwell Fyfe (25 de mayo de 1945 – 26 de julio de 1945)
- Sir Hartley Shawcross (4 de agosto de 1945 – 24 de abril de 1951)
- Sir Frank Soskice (24 de abril de 1951 – 26 de octubre de 1951)
- Sir Lionel Heald (3 de noviembre de 1951 – 18 de octubre de 1954)
- Sir Reginald Manningham-Buller (18 de octubre de 1954 – 16 de julio de 1962)
- Sir John Hobson (16 de julio de 1962 – 16 de octubre de 1964)
- Sir Elwyn Jones (18 de octubre de 1964 – 19 de junio de 1970)
- Sir Peter Rawlinson (23 de junio de 1970 – 4 de marzo de 1974)
- Samuel Silkin (7 de marzo de 1974 – 4 de mayo de 1979)
- Sir Michael Havers (6 de mayo de 1979 – 13 de junio de 1987)
- Sir Patrick maihew (13 de junio de 1987 – 10 de abril de 1992)
- Sir Nicholas Lyell (10 de abril de 1992 – 2 de mayo de 1997)
- Sir John Morris (6 de mayo de 1997 – 29 de julio de 1999)
- The Lord Williams of Mostyn (29 de julio de 1999 – 11 de junio de 2001)

### XXI
- Lord Goldsmith (11 de junio de 2001 – 27 de junio de 2007)
- Baronne Scotland of Asthal (27 de junio de 2007 – 11 de mayo de 2010)
- Dominic Grieve (12 de mayo de 2010 - 15 de julio de 2014 )
- Jeremy Wright (15 de julio de 2014 - 9 de julio de 2018)
- Geoffrey Cox (9 de julio de 2018 - 13 de febrero de 2020)
- Suella Braverman (13 de febrero de 2020 - 2 de marzo de 2021)
- Michael Ellis (2 de marzo de 2021 - 10 de septiembre de 2021)
- Suella Braverman (10 de septiembre de 2021 - 6 de septiembre de 2022)
- Michael Ellis (6 de septiembre de 2022 - 25 de octubre de 2022)
- Victoria Prentis (25 de octubre de 2022 - 4 de julio de 2024)